# Francisco Virgos Baello
Francisco Virgos Baello (Barcellona, 19 agosto 1920 – 18 marzo 2000) è stato un calciatore spagnolo, di ruolo difensore.

## Palmarès

### Competizioni nazionali
- Campionato di calcio spagnolo: 1

Barcellona: 1948-1949

### Competizioni internazionali
- Coppa Latina: 1

Barcellona: 1949